# MPEG-3
 Ikke at forveksle med MP3.
MPEG-3 er betegnelsen på en gruppe af kodningsstandarder for audio og video vedtaget af Moving Picture Eksperts Group. MPEG-3 blev designet til at kunne håndtere HDTV signaler med datahastigheder i området fra 20 til 40 Mbit/s.
Det blev dog konkluderet at lignende resultater kunne opnås ved at foretage nogle mindre ændringer til MPEG-2-standarden. Dette førte til at arbejdet med MPEG-3 blev opgivet.
MPEG-3 skal ikke forveksles med MPEG-1 Part 3 Layer 3 (eller MPEG-1 Audio Layer 3), sædvanligvis kaldt MP3.